# Calle Huaihai

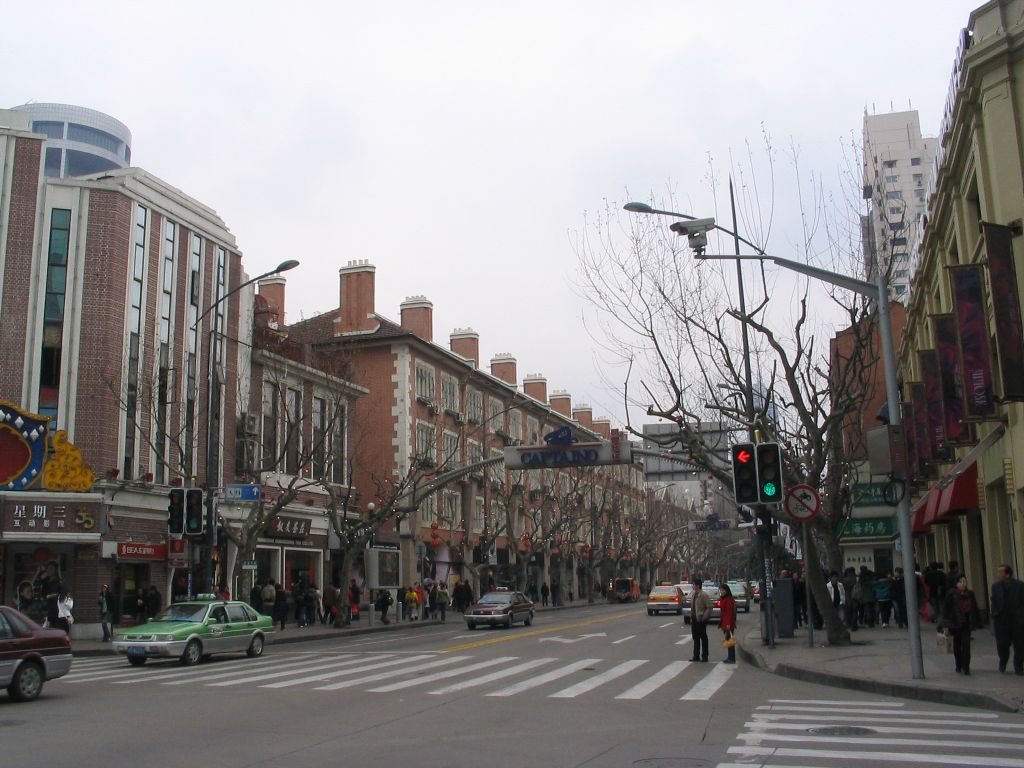
Intersección de Middle Huaihai Road y South Maoming Road

La Huaihai Road o Huaihai Lu (en chino, 淮海路; pinyin, Huáihǎi Lù; Shanghainés: Wahae Lu) es una de las dos calles de tiendas más famosas de Shanghái, China, junto con la Nanjing Road. Comparada con la más turística Nanjing Road, Huaihai Road es más exclusiva, y es el destino preferido por los residentes locales.  Huaihai Road comprende tres secciones, la principal de las cuales es Middle Huaihai Road, situada en la antigua Concesión Francesa de Shanghái. Middle Huaihai Road es también conocida por su antiguo nombre francés Avenue Joffre (en chino, 霞飞路).

## Localización
En la actualidad, Huaihai Road comprende tres secciones, que eran antiguamente tres calles diferentes. West Huaihai Road, antiguamente Jordan Road, tiene 1510 m de longitud y forma parte de la frontera entre los distritos de Changning y Xuhui. East Huaihai Road, antiguamente Ningbo Road, tiene 373 m de longitud y era la frontera entre los distritos de Huangpu y Nanshi antes de que se fusionaran. Middle Huaihai Road, la sección principal, tiene 5500 m de longitud. La mayor parte de esta sección se encuentra en el antiguo distrito de Luwan (que también se fusionó con Huangpu en 2010), y se extiende por los distritos de Xuhui y Changning hacia el oeste.

## Historia

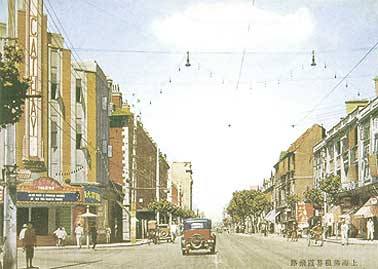
Avenue Joffre en la década de 1930

Middle Huaihai Road se construyó en 1901 como Rue Sikiang (en chino simplificado, 西江路). Cinco años después se cambió el nombre a Route Paul Brunat (en chino simplificado, 宝昌路). En 1915, se volvió a renombrar como Avenue Joffre en honor al general francés Joseph Joffre, quien visitó Shanghái y asistió a la ceremonia oficial del cambio de nombre en 1922. En la década de 1920 Avenue Joffre se convirtió en enclave de una gran comunidad de rusos que huyeron de la revolución comunista de su país de origen.
Los japoneses ocuparon Shanghái durante la Segunda Guerra Mundial, apoderándose de las concesiones extranjeras en 1941. En 1943 se cambió el nombre de Avenue Joffre por el de Taishan Road (en chino simplificado, 泰山路), en honor al Monte Tai. El nombre solo duró dos años, y después de que se derrotara a Japón, el gobierno del Kuomintang llamó a la calle Lin Sen Road en honor a Lin Sen, anterior Presidente de la República de China que murió en 1943. Sin embargo, los comunistas derrotaron al Kuomintang en la  guerra civil china, y se apoderaron de Shanghái en 1949. Un año después, el gobierno comunista puso a la calle su nombre actual, para conmemorar su victoriosa Campaña de Huaihai.

## Comercio
Hay un gran número de tiendas en los 5500 m de longitud de la Middle Huaihai Road, desde pequeñas boutiques hasta importantes centros comerciales y grandes almacenes, así como hoteles y restaurantes. Algunos edificios importantes son Lippo Plaza, Shui On Plaza, Central Plaza, Shanghai Square, Shanghai Times Square, Hong Kong Plaza y Hong Kong New World Tower, la mayoría de los cuales contienen centros comerciales en las plantas más bajas y oficinas en el resto de las plantas.
La sección este de Middle Huaihai Road cerca de la popular zona de Xintiandi ha visto recientemente la llegada de un gran número de marcas occidentales de lujo, incluidas Louis Vuitton, Tiffany & Co., Cartier, y Ermenegildo Zegna. Muchas de las tiendas se abrieron en 2010 para coincidir con la Expo de Shanghái.

## Transporte
Una sección de la Línea 1 del Metro de Shanghái discurre por debajo de Middle Huaihai Road con tres estaciones: Changshu Road (transbordo con la Línea 7), South Shaanxi Road, y South Huangpi Road, todas con el nombre de las calles que se cruzan con Huaihai Road. East Huaihai Road es servida por la Estación de Dashijie de la Línea 8.